# Iynefer II.
Iynefer II. byl egyptský princ, pravděpodobně syn faraona Chufua. Byl pojmenován po svém strýci Iyneferovi I. Iyneferova manželka byla Nefertkau III., která byla pravděpodobně jeho neteř, nebo dcera. Měli asi dva syny a jednu dceru Nefertkau. Iynefer i jeho manželka jsou pohřbeni v mastabě G 7820 v Gíze.